# بني حويت (بني العوام)

تعديل مصدري - تعديل

بني حويت هي إحدى قرى عزلة بني الذواد بمديرية بني العوام التابعة لمحافظة حجة، بلغ تعداد سكانها 232 نسمة حسب تعداد اليمن لعام 2004.